# Le Château des Pyrénées
Le Château des Pyrénées est un tableau du peintre belge René Magritte réalisé en 1959. Cette huile sur toile surréaliste représente un bloc rocheux qui flotte dans les airs au-dessus de la mer et que couronne un château manifestement sculpté dans la même pierre. Une commande d'Harry Torczyner, l'œuvre est aujourd'hui conservée au  musée d'Israël, à Jérusalem.
Cette peinture est répandue dans le surréalisme. Il s’agit d’un château construit sur le sommet d'un rocher géant, il plane sur les vagues dans les nuages.